# Apilocrocis brumalis
Apilocrocis brumalis là một loài bướm đêm trong họ Crambidae.